# 呂文德
呂文德（？—1269年），南宋安豐軍安豐（今安徽省壽縣）人士，南宋末期名将。

## 生平
绍定六年（1233年）由淮南東路安撫制置使趙葵羅致，累官至和州防禦使。嘉熙元年（1237年）被擢為池州驻扎御前某军统制。十月，蒙古兵犯安豐軍，呂文德率軍支援，突圍入城，與知安豐軍杜杲合力捍禦，迫使蒙軍撤退。二年（1238年）九月，蒙古兵圍廬州，呂伏精兵于要害，蒙古兵不能進，遂退兵。淳祐元年（1241年）三月，為淮南西路安撫副使兼知庐州事。三年（1243年）正月，特授福州觀察使、侍卫亲军马军司副都指挥使、主管侍卫亲军马军行司公事、統率兩淮軍馬、知黃州。四年（1244年）五月，蒙古兵围寿春府，吕文德率军解围，詔赴樞密院稟議，發緡錢百萬，除保康軍承宣使。同年六月，为淮南西路招撫使，兼知濠州事，節制濠豐壽亳州軍事。五年（1245年）二月，敗蒙古兵于五河，进官三秩。四月，除樞密院副都承旨。七月，與蒙古兵戰于五河隘口、濠州。七年（1247年）五月，除左領軍衛上將軍。八年（1248年）五月，除侍卫亲军马军司都指挥使。寶祐二年（1254年）七月，总统江陵府、汉阳軍、归峡郢州、襄陽府军马事，暂置司公安，上下应援。三年（1255年）七月，知鄂州事，節制鼎、澧、辰、沅、靖州。開慶元年（1259年）三月，建節鉞，為保康軍節度使、四川制置副使兼知重慶府事又兼荊湖北路安撫使。四月，兼總領四川財賦軍馬錢糧、專一報發御前軍馬文字。六月，乘风顺，攻涪州浮梁，力战，得入重慶府，即率艨艟千馀溯嘉陵江而上，後被史天澤率軍擊敗，退保重慶府。十月，授檢校少師。十一月，進檢校少傅、京西湖北安撫大使兼制置使、知鄂州事兼侍衛親軍馬軍司都指揮使。景定元年（1260年）四月，兼总领湖广、江西、京西路财赋、湖北京西军马钱粮、专一报发御前军马文字。二年（1261年）四月，進太尉、京湖安撫制置大使兼屯田使、夔州路策應大使。七月，兼四川宣抚使。三年（1262年）正月，率軍收復瀘州。二月，論功授開府儀同三司。四年（1263年）三月，授寧武保康軍兩鎮節度使。咸淳三年（1267年）六月，授少傅。五年（1269年）十月，进封崇国公、加食邑七百户。十一月，乞致仕，特授少師，進封衛國公，依所請致仕。十二月，病逝，贈太傅。六年（1270年）正月，謚號武忠（折衛禦侮曰武 慮國忘家曰忠）。德佑元年（1275年）十二月，追封和義郡王。
呂文德替南宋抗蒙幾近三十餘年，並與其弟呂文煥、呂文福，以及利州都統劉整、興元府駐紮御前諸軍都統制，知合州事王堅、鄂州都統高達等，共同抵抗蒙哥率領的軍隊。
晚年奉命戍守襄陽十四年，在襄樊之戰中與蒙古軍相持六年，最終以兵盡糧絕告終，被蒙軍伯顏攻陷。其弟京西南路安抚副使呂文煥被迫降元，随即荆湖北路和沿江宋军望风而降，其子权兵部尚书吕师夔、堂弟保康军承宣使呂文福、婿殿前司副都指挥使、知安庆府事范文虎、其旧部兩淮宣撫大使，開府儀同三司，寧武軍節度使，侍衛親軍馬軍司都指揮使，枢密副使夏贵、鄂州江陵府驻扎御前诸军都统制程鹏飞、沿江制置使兼知黄州事陈奕、黄州总管石国英、蕲州安抚使管景模、知安东州陈岩、江南西路安抚使兼知江州事钱真孙、江州驻扎御前诸军都统制管如德皆歸降元廷。

## 家庭
弟：吕文信